# Supervolcano (téléfilm)
Pour les articles homonymes, voir Supervolcano.
Pour plus de détails, voir Fiche technique et Distribution.
Supervolcano (Supervolcano) est un téléfilm britannico-canadien réalisé par Tony Mitchell (en) et diffusé en 2005. C'est un docufiction catastrophe de la BBC consacré à l'éruption fictive de la caldeira volcanique du parc national de Yellowstone.
Prévue initialement fin janvier 2005, la diffusion est reportée en mars 2005 en raison des séisme et tsunami de 2004 dans l'océan Indien ayant eu lieu fin décembre 2004.

## Synopsis
Nous sommes en 2020. La plus grande superpuissance au monde est confrontée à la menace ultime. Pas une guerre nucléaire ou une attaque terroriste mais l'éruption d'un gigantesque supervolcan qui bouillonne dans les profondeurs du parc de Yellowstone. Les conséquences sont trop catastrophiques pour que le monde puisse les concevoir...

## Fiche technique
- Titre original : Supervolcano
- Titre français : Supervolcano
- Réalisation : Tony Mitchell (en)
- Scénario : Edward Canfor-Dumas (en)
- Musique : Ty Unwin
- Photographie : Derek Rogers
- Montage : Mark Gravil
- Direction artistique : Doris Deutschmann
- Costumes : Maria Livingstone
- Maquillage : Bev Wright
- Effets spéciaux : Allen Benjamin
- Effets visuels : Grahame Andrew et Mark Richardson
- Son : John Boyle
- Éclairage : Chris Meakes
- Productrice : Ailsa Orr
- Producteur exécutif : Michael Mosley (en)
- Entreprises de production : BBC, Discovery Channel, ProSieben, Mediaset et NHK
- Budget : 2,8 millions de livres[1]
- Pays d'origine :  Royaume-Uni et  Canada
- Langue : anglais
- Genre : Docufiction, drame, thriller
- Durée : 120 minutes

## Distribution
- Michael Riley : Rick Lieberman
- Gary Lewis : Jock Galvin
- Shaun Johnston : Matt
- Adrian Holmes (en) : Dave Price
- Jane McLean : Maggie Chin
- Jennifer Copping : Nancy
- Rebecca Jenkins (en) : Wendy Reiss
- Tom McBeath : Michael Eldridge
- Robert Wisden : Kenneth Wylie
- Susan Duerden : Fiona Lieberman
- Emy Aneke : Johnson
- Garry Chalk : Billy Marshall
- Garwin Sanford : Bob Mann
- Sam Charles : William Lieberman
- Kevin McNulty : Joe Foster
- Shelagh Mitchell : mère de Fiona
- Jay Hernandez : aviateur de l'USAF
- Leslie Reyes : Rachel
- Joanna Gosling (en) : elle-même
- Chris Lowe (en) : lui-même
- Anna Jones (en) : elle-même